# Ludwik Mackiewicz
Ludwik Mackiewicz (ur. 17 czerwca 1928 w Łodzi, zm. 16 kwietnia 2007 tamże) – architekt, nauczyciel akademicki, członek łódzkiego oddziału SARP oraz Łódzkiej Okręgowej Izby Architektów RP.

## Życiorys
Ludwik Mackiewicz ukończył warszawskie technikum fotograficzne w trakcie II wojny światowej. W 1955 ukończył studia na Wydziale Architektury Politechniki Wrocławskiej, zaś w 1980 uzyskał status architekta twórcy. Był wykładowcą na Wydziale Budownictwa i Architektury Politechniki Łódzkiej, a także kolekcjonerem zegarów, aparatów fotograficznych, fajansu i porcelany.
Został pochowany na Starym Cmentarzu w Łodzi w jego części rzymskokatolickiej. Był synem malarza Konstantego Mackiewicza i ojcem architekta Lecha Mackiewicza (1955–2021).
W 2014 powstała biografia Ludwika Mackiewicza autorstwa Mai Rozenkowskiej, pt. „Ludwik Mackiewicz (1928–2007): Życie i twórczość”

## Realizacje
- Kościół św. Urszuli DM w Soborzycach (1963–1966, wraz z Leszkiem Łukosiem),
- Dom dla Przewlekle Chorych przy ul. Paradnej w Łodzi (1964),
- Pomnik Martyrologii Dzieci tzw. Pęknięte Serce w Łodzi (1971, wraz z Jadwigą Janus),
- Kościół Matki Boskiej Bolesnej w Łodzi (1973–1976, wraz z Leszkiem Łukosiem),
- Kościół św. Stanisława Kostki w Płocku (1977–1988, wraz z Leszkiem Łukosiem i Janusz Medwedowskim),
- Dom parafialny przy kościele św. Teresy w Łodzi (wraz ze Sławomirem Arabskim),
- Kościół św. Maksymiliana w Zduńskiej Woli (1991–2000)[1],
- pawilon Wydziału Budownictwa Politechniki Łódzkiej (wraz ze Bolesławem Kardaszewskim)[5][2].

## Konkursy
- na opracowanie plastyczne gablot ulicznych dla miasta Łodzi (1958, II nagroda równorzędna),
- na projekt ukształtowania Placu Wolności w Łodzi (1960, II nagroda równorzędna, współautorzy: Wiesław Leliński, Leszek Łukoś, Jan Michalewicz),
- na projekt koncepcyjny centralnego domu towarowego i baru szybkiej obsługi wraz ze szkicową koncepcją urbanistyczną rejonu ulic Rajskiej i Heweliusza w Gdańsku (1963, I nagroda, współautorzy: Bolesław Kardaszewski, Tadeusz Sumień, Janusz Wyżnikiewicz)[1],
- na projekt koncepcyjny urbanistyczno –architektoniczny hotelu komunalnego w Łodzi (1964, II nagroda, współautorzy: Jerzy Jakubczak, Leszek Łukoś)[2][1],
- na koncepcję architektoniczno –urbanistyczną Domu Związków Zawodowych i Placu Zwycięstwa w Łodzi (1965, I nagroda, współautorzy: J. Jakubczak, L. Łukoś, J. Michalewicz)[1],
- na projekt Śródmiejskiej Dzielnicy Mieszkaniowej w Łodzi (1969, III nagroda, współautorzy: Jacek Najgrowski, Leszek Łukoś, Włodzimierz Klimecki)[2].

## Odznaczenia
- Brązowa Odznaka SARP[1],
- Medal Opiekuna Miejsc Pamięci Narodowej[2]